# جيمي كارتر (لاعب كرة قدم)
جيمي كارتر (بالإنجليزية: Jimmy Carter)‏ (9 نوفمبر 1965 بهامرسميث في المملكة المتحدة - ) هو لاعب كرة قدم بريطاني في مركز جناح ‏. لعب مع أكسفورد يونايتد وكريستال بالاس وكوينز بارك رينجرز ونادي أرسنال ونادي بورتسموث ونادي ليفربول ونادي ميلوول.

## وصلات خارجية
- جيمي كارتر على موقع الاتحاد الأوربي (الإنجليزية)
- جيمي كارتر على موقع قاعدة بيانات كرة القدم.إي يو (الإنجليزية)
- جيمي كارتر على موقع Soccerbase.com (لاعب) (الإنجليزية)
- جيمي كارتر على موقع عالم كرة القدم.نت (الإنجليزية)